# The Alan Parsons Project
The Alan Parsons Project je britská progressive rocková skupina aktivní v letech 1975 až 2007, založená Skotem Ericem Woolfsonem a Angličanem Alanem Parsonsem.
 Skupina byla nesmírně populární v Severní Americe a v kontinentální Evropě, ve srovnání s tím byl úspěch doma malý.

## Historie skupiny
Alan Parsons potkal Erica Woolfsona v kantýně Abbey Road Studios v létě 1974. Parsons právě řídil nahrávání alba skupiny Pink Floyd The Dark Side of the Moon a byl producentem několika akcí pro EMI Records. Woolfson, textař a skladatel, pracoval jako příležitostný pianista a byl autorem materiálu pro koncepční album založené na díle Edgara Allana Poea.
Parsons požádal Woolfsona, aby se stal jeho managerem. Woolfson už byl úspěšným manažerem několika skupin a umělců, mezi nimiž byli Pilot, Steve Harley, Cockney Rebel, John Miles, Al Stewart, Ambrosia a The Hollies.
Woolfson hned viděl možnosti, jak zkombinovat svůj a Parsonsův talent a tak se zrodila skupina Alan Parsons Project. Jejich první album Tales of Mystery and Imagination, mělo úspěch. V písni „The Raven“ recituje herec Leonard Whiting verše Alana Parsonse s použitím vocoderu a podle poznámek na remasterovaném vydání z roku 2007, to byla první rocková písnička, kde byl digitální vocoder použit. Vydavatelství Arista Records se skupinou The Alan Parsons Project okamžitě podepsalo smlouvu na další alba.
Koncem 70. a začátkem 80. let pokračoval růst popularity skupiny, se singly jako „Games People Play“, „Time“ (Woolfson poprvé zpíval sólově) a „Eye in the Sky“, které dosáhly úspěchů v žebříčcích.

## Členové skupiny
- Alan Parsons – klávesy, vocoder, produkce, engineering
- Eric Woolfson – klávesy, zpěv, produkce
- Andrew Powell – klávesy, orchestrální aranžmá

## Významní nebo častí hosté
Hudebníci zde uvedení nebyli oficiálními členy The Alan Parsons Project, ale významně se podíleli na práci ve studiu.
- Ian Bairnson – kytara
- David Paton – baskytara, zpěv
- Stuart Tosh – bicí, perkusy
- Stuart Elliott – bicí, perkusy
- Richard Cottle – klávesys, saxofon
- Laurence Cottle – baskytara
- Mel Collins – saxofon
- Lenny Zakatek – zpěv
- Chris Rainbow – zpěv
- Elmer Gantry – zpěv
- John Miles – zpěv
- Colin Blunstone – zpěv
- Arthur Brown – zpěv
- Graham Dye – zpěv
- Steven Dye – zpěv
- Steve Harley – zpěv
- Allan Clarke – zpěv
- Clare Torry – zpěv

## Diskografie

### Alba
- Tales of Mystery and Imagination – 1976
- I Robot – 1977
- Pyramid – 1978
- Eve – 1979
- The Turn of a Friendly Card – 1980
- Eye in the Sky – 1982
- Ammonia Avenue – 1984
- Vulture Culture – 1985
- Stereotomy – 1986
- Gaudi – 1987

Všech deset alb skupiny Alan Parsons Project bylo v průběhu roku 2007 remasterováno a vydáno v rozšířených edicích s bonusy.

### Kompilace
- The Best of the Alan Parsons Project (1983)
- The Best of the Alan Parsons Project, Vol. 2 (1987)
- Instrumental Works (1988)
- Pop Classics (1989)
- Anthology (1991)
- The Best of the Alan Parsons Project (2CD) (1992)
- The Very Best of: Live (1995)
- The Definitive Collection (1997)
- Gold Collection (1998)
- Master Hits: The Alan Parsons Project (1999)
- Love Songs (2002)
- Ultimate The Alan Parsons Project (2004)
- Silence & I: The Very Best of the Alan Parsons Project (2005)
- The Essential Alan Parsons Project (2007)

### Singly v hitparádách
| Rok  | Píseň                                         | U.S. Hot 100 | U.S. MSR | U.S. A.C. | Album                          |
| ---- | --------------------------------------------- | ------------ | -------- | --------- | ------------------------------ |
| 1976 | (The System Of) Dr. Tarr and Professor Fether | #37          | -        | -         | Tales of Mystery & Imagination |
| 1976 | The Raven                                     | #80          | -        | -         | Tales of Mystery & Imagination |
| 1977 | I Wouldn't Want to Be Like You                | #36          | -        | -         | I Robot                        |
| 1977 | Don't Let It Show                             | #92          | -        | -         | I Robot                        |
| 1978 | What Goes Up                                  | #87          | -        | -         | Pyramid                        |
| 1979 | Damned If I Do                                | #27          | -        | -         | Eve                            |
| 1981 | Games People Play                             | #16          | -        | -         | The Turn of a Friendly Card    |
| 1981 | Time                                          | #15          | -        | -         | The Turn of a Friendly Card    |
| 1981 | Snake Eyes                                    | #67          | -        | -         | The Turn of a Friendly Card    |
| 1982 | Eye in the Sky                                | #3           | -        | -         | Eye in the Sky                 |
| 1982 | Psychobabble                                  | #57          | -        | -         | Eye in the Sky                 |
| 1983 | You Don't Believe                             | #54          | -        | -         | Ammonia Avenue                 |
| 1984 | Don't Answer Me                               | #15          | -        | #4        | Ammonia Avenue                 |
| 1984 | Prime Time                                    | #34          | -        | #10       | Ammonia Avenue                 |
| 1985 | Let's Talk About Me                           | #56          | #10      | -         | Vulture Culture                |
| 1985 | Days Are Numbers (The Traveller)              | #71          | #30      | #11       | Vulture Culture                |
| 1986 | Stereotomy                                    | #82          | #5       | -         | Stereotomy                     |
| 1987 | Standing on Higher Ground                     | -            | #3       | -         | Gaudi                          |